# Marianne Dandurand
Pour les articles homonymes, voir Dandurand.
Marianne Dandurand est une journaliste, entrepreneure, chargée de cours et femme politique canadienne. Elle est députée de la circonscription de Compton—Stanstead à la Chambre des communes du Canada depuis les élections fédérales de 2025 sous la bannière du Parti libéral du Canada.

## Biographie
Marianne Dandurand est originaire d’Orford. Elle grandit en Estrie sur la ferme laitière de son grand-père maternel,. Elle étudie à l'Université de Sherbrooke où elle détient un baccalauréat en politique appliquée et en communications et une maîtrise en administration, concentration marketing.
De 2006 à 2010, elle est journaliste à La Tribune, un journal quotidien de Sherbrooke. Dans les années qui suivent, elle continue à faire du travail de journaliste à la pige. De 2017 à 2021, elle enseigne comme chargée de cours à l'Université de Sherbrooke.
Par la suite, elle travaille pendant quatre ans dans le cabinet de la ministre Marie-Claude Bibeau comme attaché de presse, puis responsable des communications avant d'en être la cheffe du cabinet. En octobre 2024, la ministre Bibeau annonce qu'elle ne se représentera pas à la fin de son mandat, pour tenter de devenir mairesse de Sherbrooke. Lors du remaniement ministériel de décembre 2024, Bibeau est remplacée comme ministre du Revenu national par Élisabeth Brière. Cette dernière maintient Dandurand comme cheffe de cabinet de la ministre du Revenu national.
Elle démissionne de ce poste le 7 mars 2025 pour, quatre jours plus tard, devenir la candidate du Parti libéral du Canada dans la circonscription de Compton-Stanstead libérée par le départ de Bibeau. Lors des élections fédérales du 28 avril, Dandurand conserve la circonscription dans le giron libéral en remportant le scrutin avec 45,6 % des voix et une majorité de plus de 12 000 voix sur sa plus proche rivale, la bloquiste Nathalie Bresse. Ainsi, elle devient députée à la Chambre des communes de la circonscription et les libéraux sous la direction de Mark Carney forment un gouvernement minoritaire.